# Eugène Geefs
Pour les articles homonymes, voir Geefs.
Eugène Geefs, né à Anvers le 6 janvier 1854 et mort dans la même ville le 7 mars 1925, est un architecte belge.

## Biographie

### Famille
Eugène (Eugène Marie Louis) Geefs, né à Anvers le 6 janvier 1854, est un membre de la famille Geefs, une famille de sculpteurs issus des deux mariages de son grand-père paternel Joannes Geefs (1779-1848), boulanger. Eugène Geefs est le fils cadet de Joseph Geefs et de Adèle Roelandt, fille de l'architecte Louis Roelandt. Il a trois sœurs, dont Isabelle (1845-1935), épouse de l'architecte Jules-Jacques Van Ysendyck, ainsi qu'un frère Georges (1850-1933), sculpteur. Marié en 1901 avec Gabrielle Wouters (née en 1875), il est le père d'une fille : Marthe Geefs, née à Anvers le 13 janvier 1902.

### Formation
Jusqu'en 1876, Eugène Geefs est étudiant à l'Académie royale des beaux-arts d'Anvers, où il suit des cours de Joseph Schadde.

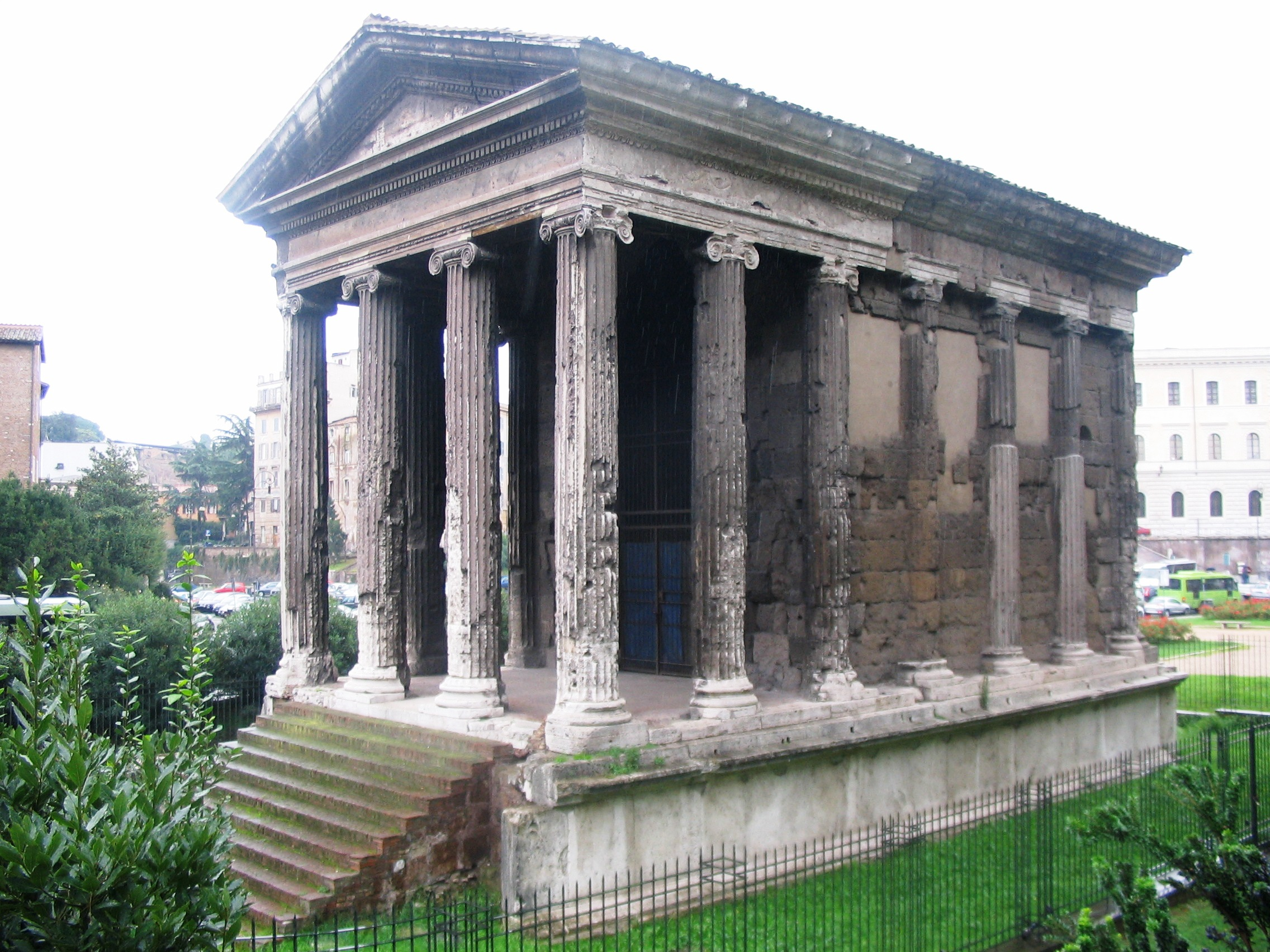
Temple de la Fortune virile à Rome.

En 1879, Eugène Geefs obtient le Prix de Rome belge d'architecture. Le sujet du concours étant une bourse de commerce à ériger sur les quais du port d'une ville maritime de 2 000 000 habitants,. Grâce à la bourse assortie au Prix de Rome, Eugène Geefs se rend en Italie et également en Espagne de 1881 à 1884, afin de parfaire sa formation. Redoutant l'ennui qui résulte du fait de travailler seul à l'étranger, il se fait accompagner par l'architecte Ernest Dieltiens en Italie, réside durant une année avec le sculpteur Julien Dillens et le peintre Édouard De Jans à Rome, puis accompagne le peintre Rémy Cogghe en Espagne. À Rome, Eugène Geefs assiste au Congrès des ingénieurs et architectes de 1883, et envoie en Belgique un projet de restauration du Temple de la Fortune virile qui est exposé dans la galerie des plâtres du palais des Académies,. Eugène Geefs expose également en qualité d'aquarelliste à l'Exposition d'aquarelles organisée par la section des arts plastiques d'Anvers le 1er décembre 1883.

### Carrière
Professeur d'architecture, et également de théorie des arts du dessin et d'histoire de l'ornement, à l'Académie d'Anvers de 1885 à 1923, il forme notamment Jules Taeymans et Flor Van Reeth,.

Exposition universelle d'Anvers, le Vieil Anvers, joute sur la place du Marché, 1894.

Président de la Société des architectes de la ville d'Anvers, il est membre du comité consultatif technique de l'Exposition universelle de 1894 dans le cadre de la reconstitution d'un quartier d'Anvers du XVIe et dans lequel, en sa qualité d'architecte, il joue un rôle majeur d'organisateur, il crée notamment un Char de la Paix décoré par le peintre et illustrateur Frans Van Kuyck. En qualité de membre de la Société des architectes anversois, il participe au cinquantenaire de la société en 1898. Considéré comme un « causeur aussi habile qu'architecte. », il est familier des conférences données par diverses associations anversoises.
Dès 1889, Eugène Geefs conçoit de nombreuses maisons à Anvers, dont sa propre demeure, rue Saint-Vincent, en 1902, et à Berchem. De concert avec son frère Georges Geefs, en 1894, il réalise le monument funéraire du bourgmestre Léopold De Wael au cimetière d'Anvers. Il conçoit, en 1899, les premiers plans du palais épiscopal d'Anvers, en voie de restauration. Il dresse les plans du nouveau château de Klaverblad à Wilrijk de style néo-Renaissance, tout comme le château de Rodenburg en 1902 de Hove à Lint.

### Dernières années et mort
En 1923, lorsque la députation permanente de la province d'Anvers ouvre un concours afin de construire un nouvel institut provincial d'hygiène qui sera inauguré en 1933, Eugène Geefs est membre du jury chargé d'examiner les projets des candidats architectes.
Eugène Geefs meurt, à l'âge de 71 ans à Anvers, dans la maison qu'il a conçue, à la rue Saint-Vincent no 10 le 7 mars 1925. Il est inhumé au cimetière de Berchem.

## Honneur
- Officier de l'ordre de Léopold[15].